# Кошмар зомби
«Кошмар зомби» (англ. Zombie Nightmare) — канадский фильм ужасов о зомби, снятый Джеком Бравманом и Джоном Фазано по сценарию Фазано. Картина была выпущена прямо в видеопрокат в 1987 году. Главные роли исполнили Адам Уэст, Тиа Каррере, Джон Микл Тор и Шон Леви. Фильм рассказывает о том, как группа подростков насмерть сбила на машине бейсболиста, которого позже с помощью магии вуду оживила местная колдунья, и он уже в образе зомби начинает преследовать своих убийц, а местная полиция пытается разобраться в этом деле.
Фильм был снят в пригороде Монреаля. Первоначально в фильме планировалось участие в основном чернокожих актёров, но по просьбе инвесторов персонажи были заменены на белых. Хотя Бравман был указан как режиссёр, большую часть фильма снимал Фазано. Между Фазано и съёмочной группой возникали проблемы, поскольку они считали его только помощником режиссёра и игнорировали все его указания.
Фильм собрал C$ 1,5 миллиона при бюджете в 180 000 долларов. Хотя фильм получил негативные отзывы критиков, которые сочли сюжет предсказуемым и банальным, его похвалили за хэви-метал саундтрек с участием таких групп как Motörhead, Girlschool и группы Йона Микла Тора Thor. Один из эпизодов комедийного телешоу «Таинственный театр 3000 года» был посвящён данному фильму.

## Сюжет
Бейсболист Уильям Вашингтон на глазах у сына получает смертельный удар ножом, защищая молодую девушку от двух подростков, которые пытались её изнасиловать. Спустя годы сын Уильяма Тони также становится бейсболистом. Мама отправляет Тони в магазин за продуктами. Когда он приходит в магазин, в него следом врываются грабители. Тони расправляется с ними и выходит на улицу, где его сбивает машина с подростками Бобом, Эми, Джимом, Питером и Сьюзи. Подростки скрываются с места преступления, а тело Тони относят к нему домой, где его мать Луиза в слезах просит позвать Молли Мекембе. Ту самую девушку, спасая которую умер муж Луизы, теперь Молли у неё в долгу. Став гаитянской жрицей вуду, Молли воскрешает Тони в виде зомби и с помощью своих способностей направляет его к подросткам, чтобы он им отомстил.
На следующий вечер Тони выслеживает Питера и Сьюзи в спортзале университета и ломает шею Питеру, а затем убивает Сьюзи, раздробив ей череп бейсбольной битой. Полицейский детектив Фрэнк Соррелл расследует это дело. Капитан полиции Том Чёрчмен заявляет прессе, что это были самоубийства под воздействием наркотиков. На следующую ночь Тони застаёт Джима за изнасилованием официантки и убивает его, проткнув бейсбольной битой. Чёрчмен сообщает Сорреллу, что они нашли подозреваемого, ответственного за убийства, и закрывает дело. Соррелл же полагая, что дело ещё не раскрыто, изучает фотографии с мест преступлений, и замечает, что на всех снимках есть Молли. Он предлагает капитану допросить её, но Чёрчмен отказывается. Отправив Соррелла домой отдыхать, Чёрчмен звонит отцу Джима Фреду и сообщает ему о причастности Молли к смерти Джима. Фред отправляется в полицейский участок, чтобы встретиться с Чёрчменом, но по дороге его убивает Тони.
Полагая, что они станут следующей мишенью, Боб и Эми решают уехать из города. Они крадут деньги из гаража дяди Джима, но Тони находит их там и убивает. Соррелл тоже подвергается нападению Тони, но выживает. Чёрчмен выслеживает Молли и похищает её, для того, чтобы она показала ему, куда должен прийти Тони. Соррелл в это время следит за Тони и зомби приводит его на кладбище. Молли и Чёрчмен вскоре тоже прибывают на кладбище, и оба рассказывают Соррелу, что жрица воскресила Тони, чтобы он не только отомстил за себя, но и за Молли, так как это Чёрчмен и Фред были подростками, напавшими на неё много лет назад, а Чёрчмен убил отца Тони. Выясняется, что зомби потерял свою силу, вернувшись на кладбище, и Чёрчмен стреляет в Молли, чтобы избавиться от последнего свидетеля своего преступления. Но перед смертью колдунья успевает произнести заклинание и из могилы поднимается другой зомби и затягивает капитана полиции под землю. Больше смертей не будет и все виновные были наказаны, Соррелл разворачивается и уходит с кладбища.

## В ролях
| Актёр               | Роль                             |
| ------------------- | -------------------------------- |
| Адам Уэст           | капитан Том Чёрчмен              |
| Тиа Каррере         | Эми                              |
| Джон Микл Тор       | Тони Вашингтон                   |
| Манушка Риго        | Молли Мекембе                    |
| Фрэнк Диц           | Фрэнк Соррелл                    |
| Линда Сингер        | Мэгги                            |
| Тони Блауэр         | подросток                        |
| Марк Кулик          | подросток                        |
| Джон Фазано         | Уильям Вашингтон                 |
| Франческа Бонакорса | Луиза Вашингтон                  |
| Джесси Д’Анджело    | молодой Тони Вашингтон           |
| Трэйси Биддл        | молодая Молли Мекембе            |
| Алан Фислер         | Боб                              |
| Хамиш МакЭван       | Питер                            |
| Манон Э. Турбиде    | Сьюзи                            |
| Шон Леви            | Джим Баттен                      |
| Филип Преттен       | мужчина на дискотеке             |
| Линда Смит          | девушка на свидании на дискотеке |
| Майкл д’Амико       | вышибала                         |
| Уолтер Мэсси        | мистер Питерс                    |
| Гэйл Гарфинкл       | Мэри Баттен                      |
| Джеймс Рей          | Фред Баттен                      |
| Чарльз Биддл ст.    | уборщик Джо                      |
| Дэвид Гоу           | полицейский                      |
| Андре Севард        | полицейский                      |
| Гастон Перро        | полицейский                      |
| Джей Буавен         | полицейский                      |
| Дин Акопян          | судмедэксперт                    |
| Тони Буа            | панк                             |
| Ивон Грайз          | панк                             |
| Пи Ви Пьемонте      | Тони зомби                       |

## Производство
Режиссёр Джек Бравман хотел перейти от фильмов для взрослых, которые он снимал раньше, к фильмам ужасов и обратился к Джону Фазано, узнав о его работе над фильмом «Кровавые сестрички» (1987). Бравман попросил Фазано написать сценарий и стать сорежиссёром фильма. Фазано согласился и написал сценарий, в котором подростки были чернокожими, с именами которые больше всего подходили таким персонажам, а действие фильма происходило в его родном городе Порт-Вашингтон, штата Нью-Йорк, и предложил местным актёрам роли в фильме. Доцент Университета Летбриджа Шон Брейтон описал первоначальную концепцию как «повествование о возмездии», когда чернокожий герой мстит белым, виновным в его смерти. Позже имена персонажей в сценарии были изменены, чтобы дать героям более благозвучные для белого населения имена, потому что инвесторы беспокоились, что фильм с актёрским составом, ориентированным на чернокожих, не будет продаваться на зарубежном рынке. Сценарий был напечатан Фазано на IBM Selectric II, после того как было решено поменять имена, он просто напечатал лист с именами героев, вручную их вырезал и заклеивал соответствующие места в сценарии. После изменения имён героев Бравман и Фазано получили от инвесторов бюджет в размере 180 000 долларов. Профсоюзная организация Нью-Йорка не дала разрешение на съёмки в штате, поэтому они были перенесены в Монреаль, Квебек.
«Кошмар зомби» был снят монреальской компанией Gold-Gems Productions и стал дебютом в кино американской актрисы Тиа Каррере. Адам Уэст сыграл продажного полицейского Тома Чёрчмена. Уэст находился на съёмочной площадке два дня и во время съёмок своих сцен буквально заглядывал в сценарий; коллегу-полицейского Фрэнка Соррелла сыграл Фрэнк Диц, друг детства Фазано. Манушка Риго, сыгравшая жрицу вуду Молли Мекембе, не была актрисой, она была профессиональной пародисткой Тины Тёрнер. Первоначально роль Тони была отдана культуристу Пи Ви Пьемонте. Через несколько дней после начала съёмок Пьемонте был уволен за то, что съел все продукты какие были на съёмочной площадке и еду членов съёмочной группы. Его заменил Джон Микл Тор, певец канадской рок-группы Thor. Рестлер Билли Грэм был первоначально приглашён на роль отца Тони. В день его прилета в Монреаль никто не приехал встречать его в аэропорт, и Грэм, прождав десять часов просто уехал. В итоге роль досталась Фасано. Сцены с Уэстом и Каррере были срежиссированы Бравманом, в то время как Фазано снял большую часть фильма. Проблемы возникли между Фазано и канадской съёмочной группой, которая считала его помощником режиссёра, а не сорежиссёром. Это привело к тому, что его указания игнорировались съёмочной группой, включая кинооператора Роджера Расина.
Тони Буа и Энди Клемент, друзья Фазано по колледжу, занимались гримом, а также сделали маски лиц зомби. Потребовалось пять часов для того, чтобы нанести грим на Джона Микала Тора, для этого использовались клей и латекс. Американские актёры и члены съёмочной группы были размещены в гостинице аэропорта, где по всем телевизионным каналам крутили порнографию, и они заметили, что имя Бравмана фигурировало в титрах многих фильмов. Монтажёр «Кошмара зомби» Дэвид Веллингтон получил авторские права на фильм, чтобы он мог претендовать на канадскую программу налоговых льгот.
Тор написал большую часть музыки к фильму. Она включает в себя хэви-металлические риффы его группы и синтезаторную музыку в исполнении группы Thorkestra. Несколько других метал-групп внесли свой вклад в саундтрек. Сингл Motörhead «Ace of Spades» звучит во время начальных титров. В саундтреке также звучат песни такие групп, как Virgin Steele, Girlschool, Fist и Death Mask, а также композиция тогдашней жены Тора и бэк-вокалистки Расти Гамильтон. Отдельно саундтрек не издавался.

## Прокат
Первоначально фильм планировался к выпуску в кинотеатрах компанией Filmworld Distributors, но вместо этого был выпущен сразу для домашних видеоносителей компанией New World Pictures. Он был выпущен в США на VHS в октябре 1987 года. Мировые сборы фильма составили 1,5 миллиона канадских долларов. В 2010 году компания Scorpion Releasing выпустила специальное издание фильма на DVD.

## Критика
Стив Биссетт из журнала Deep Red раскритиковал сюжет за предсказуемость и шаблонность. Биссетт счёл грим и производственные аспекты достойными и отметил «нелепую игру Риго». Fangoria похвалила исполнение главных ролей подростками и рекомендовала фильм за его хэви-метал саундтрек. Однако рецензент посчитал фильм скучным, критикуя отсутствие спецэффектов и предсказуемый сюжет. Иэн Джейн из DVD Talk написал, что фильм ужасен, но настолько «восхитительно глуп», что невозможно не получить от него удовольствие. Автор книги «The Zombie Movie Encyclopedia» академик Питер Дендл назвал фильм «мучительным и утомительным». Bloody Disgusting включил фильм в список самых «хреновых» фильмов ужасов в стиле хэви-метал. Kerrang! посчитал, что саундтрек лучше, чем сам фильм. Джим Крэддок, автор книги «VideoHound's Golden Movie Retriever», охарактеризовал фильм как «дешёвый и глупый».

## «Таинственный театр 3000 года»
«Кошмар зомби» был показан в шестом сезоне научно-фантастического комедийного телесериала «Таинственный театр 3000 года», в котором персонаж Майк Нельсон и его два друга-робота Кроу Ти Робот и Том Серво вынуждены смотреть плохие фильмы в рамках продолжающегося научного эксперимента. Эпизод был впервые показан во время осеннего тура телеканала Comedy Central «Fresh Cheese» 1994 года по студенческим городкам США. Его телевизионный дебют состоялся на канале Comedy Central 24 ноября 1994 года. В «The Amazing Colossal Episode Guide», руководстве по сериалу, написанном участниками «Таинственного театра 3000 года», Мэри Джо Пель назвала фильм «болезненным» и сказала, что участники шоу «тщательно, интенсивно и однозначно ненавидели этот фильм». В 2009 году компания Shout! Factory выпустила эпизод в составе бокс-сета «Volume XV», а в 2017 году эпизод был добавлен на Netflix.